# Río Kumar
El río Kumar (en bengalí: কুমার নদী) es un río en el suroeste de Bangladés.

## Curso
El río Kumar sale del río Mathabhanga en Hatboalia y sigue un curso tortuoso hacia el este y el sureste, durante una larga distancia que forma el límite entre el distrito de Kushtia al norte y Alamdanga Upazila del distrito de Chuadanga y Harinakunda Upazila del distrito de Jhenaidah para el sur. Finalmente se une al río Nabaganga cerca de la ciudad de Magura.
Los otros dos ríos ramales que parten del Mathabhanga y se encuentran entre los principales cursos de agua tanto para la comunicación como para el riego natural, son el río Nabaganga y el río Chitra. Los restos de antiguas aldeas florecientes y Kathibary (casa de fábrica) de Indigofera en el curso lleno de sedimentos todavía marcan su antigua importancia. Los lechos secos de estos dos canales como el del curso del Bhairab todavía se muestran en los mapas topográficos de Bangladés.